# Harvard Tarn
Der Harvard Tarn ist ein Gebirgstümpel im ostantarktischen Viktorialand. Im Zentrum des Tarn Valley liegt er 300 m südwestlich des Yale Tarn. Gemeinsam mit diesem ist er neben dem Princeton Tarn und dem Penn Tarn einer der vier Seen dieses Tals.
Teilnehmer einer von 1965 bis 1966 durchgeführten Kampagne der neuseeländischen Victoria University’s Antarctic Expeditions benannten ihn nach der Harvard University.